# Matthew Douma
Matthew Douma (Ontario; 2 de noviembre de 1974) es un actor y fotógrafo neerlandés-canadiense, residente en Corea del Sur.

## Biografía
A sus 15 años de edad visitó por primera vez Corea para aprender Taekwondo, país en donde reside desde hace 16 años junto a su familia.
Es fotógrafo, consultor de educación en inglés, escritor, modelo, artista de maquillaje, actor y parte del equipo Nacional de Taekwondo, con cinta negra de cuarto grado.
Matthew está casado con una surcoreana, Jeon Sun-hee. El matrimonio tiene dos hijas, la cantante Jeon So-mi y Evelyn, su hija menor.
En 2014 actuó junto a sus hijas en la película Oda a Mi Padre.

## Filmografía

### Televisión
- 《Kill Me, Heal Me》 (2015) - padrastro de Jennifer
- 《Descendientes del sol》 (2016) - Jordan, capitán de la fuerza delta[8]

- 《Vagabond》 (2019)

### Cine
- 《Mama》 (2011) - Mart
- 《Over My Dead Body》 (2012) - Dr. Johnson
- 《The Spy: Undercover Operation》 (2013) - Ryan
- 《No Tears for the Dead》 (2014) - cameo
- 《Oda a Mi Padre》 (2014) - oficial estadounidense, esposo de Mak-soon[9]
- 《The Long Way Home》 (2015) - oficial estadounidense
- Operation Chromite (2016) - Clark
- 《Ordinary Person》 (2017) - Michael

### Programas de televisión
- 《Law of the Jungle in Chuuk	》 (2019 (ep. #393-)) miembro[10]
- 《Real Men 300》 (2018) - miembro del reparto[11]

## Libros
- 《영어회화 매직 카드 108 (입문편)》 (2004, ISBN 9788982203404)
- 《영어회화 매직 카드 108 (도약편)》 (2004, ISBN 9788982203411)
- 《CAT ENGLISH》 (2007, ISBN 9788995505380)
- 《DOG ENGLISH》 (2007, ISBN 9788995505373)
- 《이디엄스 얼라이브》 (2007, ISBN 9788995505397)
- 《이디엄 어택 1》 (2012, ISBN 9788996240532)
- 《이디엄 어택 2》 (2012, ISBN 9788996240594)